# Kríza Ildikó
Kríza Ildikó (Budapest, 1939. július 26.) magyar néprajzkutató, az irodalomtudományok kandidátusa, az MTA doktora (2007).

## Életpálya
Munkahelye az MTA Néprajzi Kutatóintézet. Jelenleg nyugállományú, a Magyar Tudományos Akadémia (MTA) kutatója.

## Kutatási területei
A magyar népballada nemzetközileg elismert kutatója. Az országban elsőként Felsőnyéken gyűjtötte és értelmezte a halottbúcsúztató énekek műfaját.

## Írásai
- Kríza Ildikó: Tengöri Hereberi atyámuram. Palásti Annuska meséi. címmel megjelent mesekönyv.
- Kríza Ildikó – Ortutay Gyula: A halálra táncoltatott lány (Egy magyar népballadacsoport vizsgálata.) – 1967 Budapest – Akadémiai Kiadó
- Enyedi József – Kríza Ildikó: Madárlátta kenyér (Hajdúhadház népköltészete) – 1988 – Budapest, MTA Néprajzi Kutató Csoport – ISBN 963-7762-34-5
- Dömötör Ákos – Kríza Ildikó: Hősök és vértanúk (Mondák és visszaemlékezések a szabadságharcról) – 1998 – Budapest, Magyar Néprajzi Társaság – ISBN 963-03-4509-9
- Történelem és emlékezet. Művelődéstörténeti tanulmányok a szabadságharc 150. évfordulója alkalmából; szerk., előszó Kriza Ildikó; Néprajzi Társaság, Bp., 1998
- Jankovics Marcell – Kríza Ildikó: Mesék és mondák Mátyás királyról – 1999, Magyar Könyvklub – ISBN 9635470509
- Kríza János – Kríza Ildikó – Méry Gábor: Júlia szép leány (Székely balladák Kríza János gyűjteményéből) – 2005, Helikon Kiadó Kft. – ISBN 9632089162
- Ünnepeink. Hagyományos népszokások, kalendáriumi ünnepek; Fabula Humán Szolgáltató Bt., Miskolc, 2006
- A Mátyás-hagyomány évszázadai; Akadémiai, Bp., 2007 (Néprajzi tanulmányok)

## Szakmai sikerek
- 2004 – Európai Folklór Érem (a kitüntetéssel évente egy alkalommal olyan kutatókat tüntetnek ki, akik kiemelkedő értékű munkásságukkal hozzájárulnak az európai folklór kutatásához)
- 2007 – Magyar Örökségi Díj